# Rochade
Die Rochade [rɔˈxɑːdə, auch rɔˈʃɑːdə] ist ein spezieller Spielzug im Schach, bei dem König und Turm derselben Farbe interagieren. Es handelt sich um den einzigen nach den Schachregeln erlaubten Zug, bei dem zwei Figuren zugleich bewegt werden. Die Rochade wird eingesetzt (der Spieler rochiert), um den eigenen König in eine sichere Position zu bringen und den beteiligten Turm zu entwickeln. Die Rochade ist an eine Reihe von Bedingungen geknüpft; unter anderem darf sich keine der beiden Figuren zuvor bereits bewegt haben. Das bedeutet, dass die Rochade pro Partie nur einmal von jedem Spieler ausgeführt werden kann (denn dabei werden die Figuren ja bewegt).

## Begriff
Der Begriff kommt aus dem Persischen. Der Turm war damals ein Kampfwagen, genannt Ruch (persisch رخ Angesicht, siehe die mittelalterliche Bezeichnung Roch sowie das heute noch im Englischen verwendete rook „Turm“).
Der Schachausdruck Rochade und das damit verknüpfte Bild einer komplizierten gleichzeitigen Bewegung zweier (mehrerer) Figuren wird darüber hinaus in übertragener Bedeutung verwendet. Gemeint ist dann etwa ein politisch bedingter Personen- und Funktionswechsel („Personalrochade“) oder der situationsbedingte Positionswechsel von Fußballspielern während des Spiels.

## Allgemeines

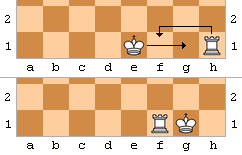
Kurze Rochade – Königsflügel: 0–0

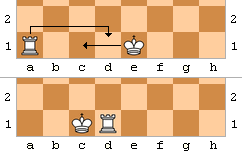
Lange Rochade – Damenflügel: 0–0–0

Die Rochade bezeichnet einen gemeinsamen Doppelzug von König und Turm derselben Farbe. Der König, welcher bei der Ausführung der Rochade zuerst gezogen werden muss, macht zwei Schritte in Richtung des an der Rochade beteiligten Turms; danach springt der betreffende Turm über den König auf dessen Nachbarfeld. Dabei unterscheidet man zwischen der langen oder großen Rochade mit dem (weiter entfernt stehenden) Damenturm und der kurzen oder kleinen Rochade mit dem nahen Königsturm. Die Notation lautet 0–0 für die kurze und 0–0–0 für die lange Rochade (unabhängig von der Farbe).
Es gibt also insgesamt vier mögliche Rochadezüge:
- Ke1–c1 und Ta1–d1 (lange weiße Rochade)
- Ke1–g1 und Th1–f1 (kurze weiße Rochade)
- Ke8–c8 und Ta8–d8 (lange schwarze Rochade)
- Ke8–g8 und Th8–f8 (kurze schwarze Rochade)

Die Rochade gilt als Königszug. Daher muss der König als Erstes bewegt werden, danach der Turm; wird der Turm zuerst berührt, kann der Gegner gemäß der Berührt-geführt-Regel einen reinen Turmzug verlangen. Führt ein Spieler andererseits eine illegale Rochade aus und reklamiert sein Gegner, muss er gemäß der Berührt-geführt-Regel einen anderen möglichen Königszug ausführen – dies kann auch die Rochade mit dem anderen Turm sein. Ist kein regelkonformer Königszug möglich, so kann der Spieler einen beliebigen legalen Zug ausführen; der Zugzwang geht also nicht auf den Turm über, der an der illegalen Rochade beteiligt war.

## Voraussetzungen
Eine Rochade kann nur dann ausgeführt werden, wenn
1. der König noch nicht gezogen wurde,
2. der beteiligte Turm noch nicht gezogen wurde,
3. zwischen dem König und dem beteiligten Turm keine andere Figur steht,
4. der König über kein Feld ziehen muss, das durch eine feindliche Figur bedroht wird,
5. der König vor und nach Ausführung der Rochade nicht im Schach steht.

Turm und König müssen zudem gemäß den offiziellen FIDE-Regeln seit 1930 „auf derselben Reihe“ stehen. Ohne diese Bedingung wäre denkbar, dass ein auf der gleichen Linie stehender, aus einem Bauern unterverwandelter Turm zum Rochieren benutzt wird. Dieser nach seinem Entdecker Staugaard-Rochade genannte Zug (nach einer späteren Wiederentdeckung auch Pam-Krabbé-Rochade) wurde erstmals 1907 veröffentlicht.
Im Gegensatz zum König darf der rochierende Turm durchaus bedroht sein oder über ein bedrohtes Feld ziehen.

### Verlust des Rochaderechts
Aus den Voraussetzungen für die Rochade ergibt sich:
- Zum sofortigen, endgültigen Verlust des Rochaderechts in einer Partie führen jeweils die beiden folgenden Spielsituationen:

- Der König wurde in der Partie gezogen.
- Der Turm, mit dem rochiert werden soll, wurde in der Partie gezogen. (Das Recht, mit dem anderen Turm zu rochieren, bleibt davon unberührt.)

- Zum vorübergehenden Verlust des Rochaderechts in einer Partie führen jeweils die folgenden Spielsituationen:

- Der König steht im Schach.
- Der König würde bei der Rochade ein bedrohtes Feld überqueren.
- Der König würde nach der Rochade im Schach stehen.
- Mindestens ein Feld zwischen König und Turm ist besetzt.

## Zweck der Rochade
In der Eröffnungsphase der Partie spielt sich das Geschehen meistens im Zentrum ab. Die Mittelbauern werden aufgezogen, der Kampf findet hier statt. Das bedeutet, dass der König in der Mitte gefährdet steht. Außerdem stehen die Türme am Rand im Abseits. Der König wird daher in eine sichere Randstellung hinter einen stabilen Bauernschutz gebracht und der Turm wird in die Mitte geführt, wo er am Geschehen aktiv teilnehmen und mit dem anderen Turm verbunden werden kann.
Die kurze Rochade ist in der Regel sicherer als die lange, da nach der langen Rochade der a-Bauer nicht durch den König gedeckt wird, sodass in vielen Fällen noch ein Tempo investiert werden muss, um den König auf b1 bzw. b8 sicherer zu stellen. Außerdem müssen zur Vorbereitung der kurzen Rochade nur zwei Felder geräumt werden. Ein Vorteil der langen Rochade liegt andererseits darin, dass der Turm auf der d-Linie zentraler steht und sofort Einfluss auf das Zentrum nimmt.
Rochieren Weiß und Schwarz zu verschiedenen Seiten (wie es zum Beispiel oft in der Sizilianischen Verteidigung der Fall ist), kann ein besonders heftiger Kampf entstehen, weil beide Seiten mit Bauernvorstößen die gegnerische Königsstellung angreifen können, ohne den eigenen König zu entblößen.
Mit dem Ausdruck künstliche Rochade ist gemeint, dass eine Partei nicht direkt rochiert, sondern den Zweck der Rochade durch mehrere Züge erreicht (also z. B. g2–g3, Ke1–f1, Kf1–g2 und Wegzug des Th1). Dies ist unvermeidlich mit einem großen Tempoverlust verbunden. Nach dem möglichen Verlust des Rochaderechts kann dies jedoch ein geeigneter Weg sein, den eigenen König auf einem der beiden Flügel in Sicherheit zu bringen.

## Historisches

### Die Rochade als Spielzug
Die Rochade ist eine relativ neue Entwicklung im europäischen Schachspiel. In den asiatischen Schachvarianten findet sie sich nicht. Ihr Vorläufer war der um 1200 entstandene Königssprung, bei dem der König in seinem ersten Zug einen weiten Satz ausführen durfte. Um 1550 entwickelte sich daraus die heutige Rochade. Eine plausible Erklärung für diese Veränderung lautet, dass typischerweise zwei Züge – etwa Th1–f1 und der Königssprung nach g1 – unmittelbar aufeinander folgten. Schließlich wurden beide Züge zu einem neuen Doppelzug zusammengefasst. Die heutige Regel, dass nicht aus dem Schach oder durch das Schach rochiert werden darf, ergibt sich aus dieser Historie: Bei einer Rochade aus dem Schach wäre mit der alten Königssprung-Regel der König zunächst illegalerweise im Schach verblieben (da der Turmzug zuerst kam), bei einer Rochade durch das Schach hätte der Turm bei Anwendung der alten Regel nach dem ersten Zug vom Gegner geschlagen werden können, wodurch der folgende Königssprung häufig wiederum ins Schach geführt hätte und daher unmöglich gewesen wäre. Ähnlich wie im Falle des Schlagens en passant wurde auch hier bei der Einführung einer neuen Zugart durch – aus heutiger Sicht nicht unmittelbar einleuchtende – Zusatzregeln sichergestellt, dass sich möglichst wenige sonstige Änderungen im Spielablauf ergeben.
Die erste Erwähnung findet sich in der frühneuzeitlichen Satire Gargantua et Pantagruel von François Rabelais (1564). In Italien entwickelte sich die „Freistil-Rochade“, bei der König und Turm ihre Plätze frei wählen konnten. So finden sich bei Salvio Eröffnungsvarianten mit Rochaden, bei denen König und Turm auf den Feldern Kb8/Te8, Kg1/Te1 oder Kh1/Tf1 landen. In den Schriften von Gioacchino Greco (1600–1634) wurde die beschränkte Rochade in ihrer heutigen Form als Norm bestimmt. Diese breitete sich dann von Frankreich her, wo Greco seine Hauptwirkung entfaltet hatte, in die anderen Länder aus. In Italien galt dagegen lange Zeit weiterhin das Recht der freien Rochade, und erst zum Ende des 19. Jahrhunderts setzte sich auch dort die internationale Regel durch. Der letzte namhafte Schachmeister, der sich für die Beibehaltung der freien Rochade einsetzte, war Serafino Dubois (1817–1899).
Erst 1964 wurde festgelegt, dass zwei Stellungen mit identischer Position der Figuren, aber unterschiedlichen Rochaderechten (wenn also z. B. eine Seite inzwischen den nichtrochierten König gezogen hat) im Sinne der Stellungswiederholung als unterschiedlich gelten.

### Die Notation der Rochade
Das Notationssymbol „0–0“ verwendete erstmals 1811 Johann Allgaier in der dritten Auflage seines Lehrbuchs Neue theoretisch-practische Anweisung zum Schachspiele. Er benutzte ausschließlich die Schreibweise „0–0“ und, wenn nötig, zur Unterscheidung „0–0r[echts]“ und „0–0l[inks]“. Im Jahr 1837 gebrauchte Aaron Alexandre in seiner L'Encyclopédie des Échecs als Erster das Symbol „0–0–0“ für die lange Rochade. Paul Rudolf von Bilguer folgte dieser Praxis in seinem Handbuch des Schachspiels, das 1843 erschien. Um das Rochadesymbol darzustellen, verbanden Allgaier, Alexandre und von Bilguer in ihren Werken die (kleinen) Nullen mit Geviertstrichen („—“) oder mit Halbgeviertstrichen („–“).
Im weit verbreiteten Datenformat pgn wird die Rochade nicht mit 0–0 bzw. 0–0–0 (Ziffer Null und Halbgeviertstriche), sondern mit O-O bzw. O-O-O (Großbuchstabe O und Bindestriche) notiert.

## Besonderheiten

### Für die Rochade allein geltend
- Die Rochade ist der einzige Zug, bei dem ein König weiter als nur auf ein angrenzendes Feld ziehen darf.
- Die Rochade ist der einzige Zug, bei dem zwei Figuren derselben Farbe gleichzeitig gezogen werden.
- Die Rochade ist der einzige Zug, bei dem ein Turm über eine andere Figur (den König) springen darf.
- Die Rochade ist der einzige Zug, der nur einmal pro Farbe ausgeführt werden darf.

### Für die Rochade neben dem Schlagenen passantgeltend
- Die Rochade und das Schlagen en passant sind die einzigen Züge, bei denen die Vergangenheit der Position von Bedeutung ist. Dadurch können sich zwei Stellungen dynamisch unterscheiden, obwohl die Positionen aller Steine identisch sind.
- Zudem ist sie neben dem Schlagen en passant der einzige Zug, bei dem zwei Felder gleichzeitig geräumt werden.

### Für die Rochade neben anderen Zügen geltend
- Ebenso wie Bauern- und Schlagzüge kann sie nicht in einem späteren Zug rückgängig gemacht werden.
- Abgesehen von Abzugsschach ist sie die einzige Möglichkeit, mit einem Königszug Schach zu bieten.
- Neben dem gewöhnlichen Vorrücken von Bauern ist die Rochade der einzige Zug, bei dem keine Figur geschlagen werden kann.

Diese Besonderheiten werden in der Schachkomposition genutzt, siehe Rochade in der Schachkomposition.

### Rochade als Angriffszug
Dadurch, dass der Turm bei der Rochade den eigenen König überspringen darf, ergibt sich manchmal Gelegenheit zu einer tückischen Falle:
|   | a | b | c | d | e | f | g | h |   |
| 8 |   |   |   |   |   |   |   |   | 8 |
| 7 |   |   |   |   |   |   |   |   | 7 |
| 6 |   |   |   |   |   |   |   |   | 6 |
| 5 |   |   |   |   |   |   |   |   | 5 |
| 4 |   |   |   |   |   |   |   |   | 4 |
| 3 |   |   |   |   |   |   |   |   | 3 |
| 2 |   |   |   |   |   |   |   |   | 2 |
| 1 |   |   |   |   |   |   |   |   | 1 |
|   | a | b | c | d | e | f | g | h |   |

|   | a | b | c | d | e | f | g | h |   |
| 8 |   |   |   |   |   |   |   |   | 8 |
| 7 |   |   |   |   |   |   |   |   | 7 |
| 6 |   |   |   |   |   |   |   |   | 6 |
| 5 |   |   |   |   |   |   |   |   | 5 |
| 4 |   |   |   |   |   |   |   |   | 4 |
| 3 |   |   |   |   |   |   |   |   | 3 |
| 2 |   |   |   |   |   |   |   |   | 2 |
| 1 |   |   |   |   |   |   |   |   | 1 |
|   | a | b | c | d | e | f | g | h |   |

Durch die Rochade entsteht ein Doppelangriff auf König und Turm des schwarzen Spielers:
1. e2–e4 e7–e5
2. Sg1–f3 Sb8–c6
3. d2–d4 e5xd4
4. Sf3xd4 Lf8–c5
5. Lc1–e3 d7–d6?
6. Sd4xc6 b7xc6
7. Le3xc5 d6xc5
8. Dd1xd8+ Ke8xd8
9. Sb1–c3 Ta8–b8
10. f2–f3 Tb8xb2??
11. 0–0–0+! mit Turmgewinn.

## Schachvarianten
In einigen Schachvarianten gibt es bemerkenswerte Interpretationen der Rochaderegel. Im Schach960 ist anstelle bestimmter Positionen (in der ersten Reihe) nur festgelegt, dass der König am Anfang zwischen den beiden Türmen steht. Wenn rochiert wird, landen die beiden Figuren genau so, wie sie im klassischen Schach nach der Rochade stehen würden. Bei Zylinderschach gibt es beidseitige Verbindungslinien zwischen dem König und jedem der Türme, d. h. es ist auch möglich, mit dem Damenturm klein und mit dem Königsturm groß zu rochieren. Beim Janusschach wiederum zieht der König neben den Turm und der Turm springt dann über den König.

## Rekorde
Den Titel der nach Zügen am spätesten erfolgten Rochade bei Partien mit normaler Bedenkzeit halten gleichermaßen die beiden Partien Neshewat–Garrison, Detroit 1994, mit 48. … 0–0 und Somogyi–Black, New York 2002, mit 48. … 0–0–0. In beiden Fällen gewann Schwarz.
Den Titel der nach Zügen am spätesten erfolgten Rochade bei einer offiziellen Schnellschachturnierpartie mit 15 Minuten Bedenkzeit hält die Partie Hiermann Dietmar-Lenhard Alexander, Passau 2023, mit 55. 0–0#.  Weiß gewann.
Die Rochade mit der geringsten Anzahl von Steinen auf dem Brett fand in einer Partie Pupols–Meyers, Lone Pine 1976, statt, als Weiß im Endspiel 40. 0–0–0 zog, mit nur noch acht Steinen auf dem Brett. Die Partie endete remis.
Die größte Anzahl von Rochaden in einer Partie betrug 3 und wurde in einer Partie Heidenfeld–Kerins, Dublin 1973, gespielt. Weiß rochierte illegalerweise zweimal – unbemerkt, aber vergeblich, denn er verlor die Partie.

## Rochade-Irrtümer
Die Rochaderegeln bilden einen der kompliziertesten Bestandteile der Schachregeln. Auch berühmten Meistern passierten in einzelnen Fällen Missverständnisse mit der Rochade:
- Während der 21. Partie im Kandidatenfinale gegen Anatoli Karpow 1974 fragte Viktor Kortschnoi den Schiedsrichter, ob er rochieren dürfe, wenn sein Turm angegriffen sei – er war sich in dem betreffenden Moment der Regel nicht sicher.
- Juri Awerbach protestierte in einer Partie gegen Cecil Purdy gegen dessen Rochade, weil der Turm ein angegriffenes Feld überquert hatte. Er nahm dabei fälschlich an, dass dies illegal sei.
- Richard Réti rochierte in einer Partie gegen Carlos Torre lang, obwohl er mit dem Damenturm schon gezogen hatte. Er entkam mit einem spielbaren Königszug ins Remis.
- Alexander Kotow rochierte in einer Partie gegen Boris Spasski, obwohl er im Schach stand. Sein alternativer Königszug reichte trotzdem zum Gewinn der Partie.
- Nigel Short rochierte in einer Partie gegen William N. Watson mit Schwarz lang, obwohl die weiße Dame auf a5 das Feld d8 beherrschte. Dieser Fehler veranlasste Short zur sofortigen Aufgabe der Partie.
- Michail Tal vergaß in der achten Matchpartie gegen Bent Larsen in den Niederlanden 1969, dass er bereits die Rochade dauerhaft verhindert hatte, beging deshalb einen entscheidenden Fehler und verlor später.
- Bei der Schach960-Weltmeisterschaft 2022 nahm der Titelverteidiger Wesley So in einer Drittrundenpartie fälschlicherweise an, sich einem Schachgebot durch eine Rochade, bei der sich der König nicht bewegen würde, entziehen zu können. Nach einer kurzen Unterhaltung mit seinem Gegner Jan Nepomnjaschtschi, der der Ansicht war, dass dies gegen die Regel verstoßen würde, gab So in dadurch aussichtsloser Stellung auf.